# NGC 111
Coordenadas:  00h 26m 38.4s, −02° 37′ 30″
NGC 111 é um objeto desconhecido na constelação de Cetus, geralmente listado como um objeto perdido ou inexistente. O objeto celeste foi registrado em 1886 pelo astrônomo norte-americano Frank Leavenworth, e depois listado como NGC 111